# Hui Shan
Hui Shan (kinesiska: 惠山) är en kulle i Kina. Den ligger i provinsen Jiangsu, i den östra delen av landet, omkring 150 kilometer öster om provinshuvudstaden Nanjing. Toppen på Hui Shan är 289 meter över havet, eller 240 meter över den omgivande terrängen. Bredden vid basen är 0,16 km.
Runt Hui Shan är det tätbefolkat, med 849 invånare per kvadratkilometer. Närmaste större samhälle är Wuxi, 5,7 km öster om Hui Shan. Trakten runt Hui Shan består till största delen av jordbruksmark.
Genomsnittlig årsnederbörd är 1 390 millimeter. Den regnigaste månaden är juli, med i genomsnitt 250 mm nederbörd, och den torraste är januari, med 38 mm nederbörd.